# Pietro Micca (film)
Pour les articles homonymes, voir Pietro Micca.
Pietro Micca est un film historique et un film de guerre réalisé par Aldo Vergano sorti en 1938.
Le film met en vedette Guido Celano, Renato Cialente et Camillo Pilotto. Il a été tourné à la Fert Studios de Turin. Il a marqué les débuts à l'écran de Clara Calamai, star italienne de la décennie suivante.

## Synopsis
Le film dépeint la vie et la mort de Pietro Micca, qui a été tué en 1706 lors du siège de Turin en luttant pour le duché de Savoie contre le royaume de France dans la guerre de Succession d'Espagne.

## Fiche technique
Sauf indication contraire, les informations mentionnées dans cette section peuvent être confirmées par la base de données cinématographiques IMDb,  présente dans la section « Liens externes ».
- Titre : Pietro Micca
- Réalisation :	Aldo Vergano
- Production :	Luigi Mottura
- Scénario : Luigi Gramegna, Ettore Maria Margadonna, Sergio Amidei, Ubaldo Magnaghi, Aldo Vergano
- Musique : Giorgio Federico Ghedini
- Photographie : Ugo Lombardi
- Montage : Guy Simon
- Production : Taurinia Film
- Distribution : CINF
- Date : janvier 1938
- Durée : 90 minutes
- Pays :  Royaume d'Italie
- Langue : Italien

## Distribution
- Guido Celano : Pietro Micca
- Renato Cialente : Victor Amédée II de Savoie
- Camillo Pilotto  : capitaine Bovolino
- Mino Doro  : colonel Brunet
- Rossana Masi  : marquise La Tour
- Mara Landi : Luisa
- Olga Pescatori : Tina
- Clara Calamai : comtesse de Lassere
- Ada Sabatini  : Maria Bricco
- Franco Angera  : Maurizio di Revello
- Vanni Torrigiani : duc de La Feuillade
- Silvio Bagolini : Pinot
- Renato Navarrini